# Can Vidal (Santa Maria de Palautordera)
Can Vidal és una masia de Santa Maria de Palautordera a la comarca del Vallès Oriental  inclosa a l'Inventari del Patrimoni Arquitectònic de Catalunya.

## Descripció
És una masia de planta rectangular. Consta de planta baixa i un sol pis. La coberta és a dues vessants. La façana principal ha estat restaurada i arrebossada solament la meitat. La porta d'entrada no és interessant, però té tres finestres que sí, una és petita de pedra i d'arc pla, l'altra també de pedra i amb l'arc lobulat i una de més gran, de pedra arc pla i decoracions esculpides.

## Història
La data de construcció és desconeguda, però és un exemple corrent de masia del Montseny.